# Poliperhon
Poliperhon (grško starogrško Πολυπέρχων, Polipérhon) je bil makedonski general, ki je služil Filipu II. Makedonskemu in njegovemu sinu Aleksandru Velikemu. Pomembno vlogo je igral v borbah za oblast med Aleksandrovimi generali, * 390-380 pr. n. št., † po 304 pr. n. št. ali v 3. stoletju pr. n. št.

## Vojaška kariera
Poliperhon je bil sin Simiasa iz Timfeje v Epirju. Kot vojak je služil pod makedonskima kraljema Filipom II. in Aleksandrom Velikim. Slednjega je spremljal na vseh vojnih pohodih. Po bitki pri Isu leta 333 pr. n. št. je Poliperhon prevzel poveljstvo timfejskega bataljona falange in ostal na tem položaju do leta 324 pr. n. št.
Po vrnitvi v Babilon je bil skupaj z drugimi vojnimi veterani in Kraterjem poslan nazaj v Makedonijo. Ob Aleksandrovi smrti leta 323 pr. n. št. je bil v Kilikiji  in nadaljeval potovanje v Makedonijo. 
Kot drugi poveljujoči v makedonski armadi, prvi je bil Krater, je postal guverner Makedonije in pomagal Antipatru poraziti grške upornike v lamijski vojni. Porazil je Menonovo tesalsko konjenico, ki je dotlej veljala za nepremagljivo. 
Po prvi vojni diadohov je Poliperhon ostal v Makedoniji, medtem ko je Antipater odpotoval v Malo Azijo, da bi obranil svoje regentstvo nad celim cesarstvom. 

## Regent
Po Antipatrovi smrti leta 319 pr. n. št. je bil Poliperhon imenovan za regenta in vrhovnega poveljnika celega cesarstva. Kmalu zatem se je sprl z Antipatrovim sinom Kasandrom, ki je bil njegov namestnik. Začela se je državljanska vojna, ki se je kmalu razširila na vse Aleksandrove naslednike. Na eni strani sta bila Poliperhon in Eumen, na drugi pa Kasander, Antigon in Ptolemaj  .
Poliperhon je sprva uspešno obvladoval grška mesta, katerih svobodo je razglasil, potem pa je v Megapolisu leta 317 pr. n. št. doživel velik  zastoj. Nekaj mesecev pozneje je Antigon uničil njegovo floto, leto kasneje pa je Kasander prevzel oblast v Atenah in nad invalidnim kraljem Filipom III. in njegovo ženo Evridiko. Poliperhon je zbežal v Epir, kjer se je pridružil Aleksandrovi materi Olimpiji, vdovi Roksani in sinu Aleksandru IV. in sklenil zavezništvo z Olimpijo in epriskim kraljem Ajekidom. Olimpija je povedla vojsko v Makedonijo in bila sprva uspešna. Premagala in je vojsko kralja Filipa III., njega pa je zajela in umorila. Kmalu zatem se je s Peloponeza vrnil Kasander in jo leta 316 ujel in umoril. Roksano in Aleksandra IV. v vzel v svoje skrbništvo. 

## Zavezništvo z Antigonom
Poliperhon je pobegnil na Peloponez, kjer je še vedno nadziral nekaj pomemnih točk, in se povezal z Antigonom, ki je izpadel iz nekdanjih zavezništev. Poliperhon je regentstvo predal Antigonu. Kmalu zatem je nadziral velik del Peloponeza, vključno s Korintom in Sikionom. Po sklenitvi miru leta 311 med Antigonom in njegovimi sovražniki ter umoru malega  Aleksandra IV.  in njegove matere Roksane, je Poliperhon obdržal ta območja. Ko je med Antigonom in drugimi ponovno izbruhnila vojna, je Antigon poslal k Poliperhonu cenjenega Aleksandrovega nezakonskega sina Herakla, ki bi ga uporabil kot aduta v pogajanjih s Kasandrom. Poliperhon se je odločil, da se bo z Antigonom razšel in leta 309 fanta umoril.

## Kasnejše življenje
Natančen datum Poliperhonove smrti ni znan. Zadnja omemba, da je še živ, je iz leta 304 pr. n. št.  Pomanjkanje podatkov za kasnejše obdobje je posledica izgube Diodorovih zapisov. Diodor je bil namreč edini, ki je dovolj podrobno in zanesljivo dokumentiral to obdobje. Omemba v Plutarhovem Pirovem življenju 8.3 kaže, da je morda živel še v zgodnjem 3. stoletju pr. n. št.
Poliperhon je imel sina Aleksandra, ki je bil znan general v vojnah diadohov.